# Elissa Steamer
Elissa Steamer (31 de julho de 1975, Fort Myers, Flórida) é uma skatista profissional dos Estados Unidos.
Elissa começou a praticar skate em 1989, tornando-se profissional em 1998 quando ganhou o Slam City Jam. Em 2003 foi eleita a skatista do ano pela Check it Out Girls Magazine. Participou também da série de jogos Tony Hawk's Pro Skater.

## Títulos
Dentre seus principais títulos estão:
- 6 vezes medalhista dos X Games (4 ouros, 1 prata e 1 bronze).
- 4 medalhas no Slam City Jam (2 ouros, 1 prata e 1 bronze).
- Campeã do Gallaz Skate Jam em 2004.
- Vice-campeã do Gallaz em 2003.
- Terceira colocada no Maloof Cup no ano de 2009.